# Brother Grimm
Brother Grimm è un personaggio immaginario, un super criminale dell'Universo DC.

## Biografia del personaggio
Grimm è il figlio di Brother Nightingale, il re di una dimensione alternativa di Eastwind. Nightingale devastò tutte le terre di Eastwind e, senza nulla più da conquistare, mise gli occhi sulla Terra. Grimm e suo fratello Angar, stanchi della guerra, inviarono un messaggio a Flash che, insieme a Kid Flash e al Flash della Golden Age, perché fermassero le armate di Nightingale.
Con la deposizione di Nightingale, il popolo chiese a Grimm di divenire il loro re. Non interessato, Grimm accettò il consiglio di Kid Flash nel "seguire la propria strada" e lasciò che suo fratello prendesse la corona. Sfortunatamente, Angar si dimostrò un sovrano cattivo quanto suo padre, e Grimm fu costretto a prendere la corona.
Ora dovendo abbandonare il suggerimento di Kid Flash, Grimm si arrabbiò quando scoprì che Wally West non aveva seguito il suo stesso consiglio, e prese il mantello di Flash. Grimm decise di punire il velocista e di prendere possesso della Terra come tentò di fare suo padre all'epoca. Grimm decise di farsi aiutare da Mirror Master e Capitan Cold che intrappolarono Wally in una dimensione specchio, dove fu tagliata la sua connessione con la Forza della velocità. Quindi, Grimm incautamente ingannò Capitan Cold e Mirror Master, e che unirono le loro forze con Flash per entrare nelle terre dell'Eastwind e sconfiggere Brother Grimm.
In un successivo tentativo di rimpiazzare Wally, Grimm assunse l'identità di uno studente di medicina e andò a Keystone City, "costringendosi" ad innamorarsi di Linda Park, la moglie incinta di Wally, e la portò nel suo regno grazie ad un fagiolo magico. Incapace di arrampicarsi sullo stelo poiché vibrava violentemente ogni volta che vi si avvicinava, Wally non poté fare altro che farsi aiutare a raggiungere la vetta da Hawkman, che passò di là quando il fagiolo magico cominciò a crescere. Mentre Wally sconfisse Grimm in un confronto corpo a corpo, Hawkman distrusse la pianta, tagliando il ponte tra Eastwind e la Terra.

## Poteri e abilità
Abile stregone e guerriero, Grimm è in grado di assumere una look che può cambiare la sua apparenza, trasportare le persone in altre dimensioni, e anche convocare creature e forme di vita dal suo mondo al nostro. Come avversario dei Flash, tuttavia, il suo potere più grande fu avvertire la Forza della velocità, che costringeva Wally a limitarsi alla velocità di un uomo normale in ogni confronto con Grimm, così come Grimm è in grado così di prevedere ogni suo movimento e di evadere i suoi attacchi, non conta quanto veloce sia.